# Gornji Bučik
Gornji Bučik ist eine Ortschaft in der Gemeinde Banovići, Föderation Bosnien und Herzegowina, Bosnien und Herzegowina.
Die Siedlung befindet sich wenige Kilometer nördlich des Gemeindesitzes am Südhang des Gebirgszuges Dubrava. 

## Bevölkerung
Zur Volkszählung 1991 hatte Gornji Bučik 437 Einwohner. Davon bezeichneten sich 433 als Bosniaken (99,1 %).